# Емін Ахмадов
Емін Ахмадов  (азерб. Emin Əhmədov, 6 жовтня 1986) — азербайджанський борець греко-римського стилю, олімпійський медаліст.

## Виступи на Олімпіадах
| Олімпіада   | Дисципліна              | Місце |
| ----------- | ----------------------- | ----- |
| Лондон 2012 | греко-римська боротьба, | =3    |